# Bóng bì
Bóng bì làm từ bì (da) lợn, được sơ chế, chiên hoặc phơi khô giòn, trở thành nguyên liệu cho một số món ăn trong đó có món canh bóng.

## Chế biến món ăn
Bóng bì khi chế biến thường được ngâm cho mềm, tẩy bằng rượu trắng và gừng cho hết mùi hôi, rửa sạch nhiều lần, trở nên mềm nhưng không nhũn và ngả màu vàng nhạt. Cắt miếng vừa ăn (mỗi chiều khoảng 2-3-4 cm tùy theo món). Một số nơi còn ngâm thêm với chút phèn chua để bóng giòn, không nát.
Bóng bì được chế biến thành nhiều món ăn, trong đó có thể kể đến bóng bì xào thịt bò, rau cần, ngồng tỏi. Bóng bì cuốn hải sản, với các miếng bóng cuốn cùng tôm và thịt cá quả chấm nước sốt chua ngọt. Bóng bì nhồi với các nguyên liệu như thịt, dăm bông, nấm mèo v.v.. Bóng bì làm nem chạo với các sợi bóng bì thái nhỏ, trộn thính gạo hoặc một số loại rau củ quả.
Bóng bì nấu thả thành món canh bóng với các nguyên liệu khác như giò sống làm từ thịt nạc thăn lợn, tôm nõn, nấm hương, cà rốt, xu hào, hoa lơ. Đây là món ăn thông dụng trong cỗ bàn của ẩm thực Hà Nội trước kia, là một trong bốn bát trên mâm bao gồm bóng, vây, măng, miến. Hiện món canh bóng rất phổ biến trong các bữa cỗ tại nhiều nơi.
Món cơm hến nổi tiếng xứ Huế có sử dụng chút bóng bì chiên giòn, xắt nhỏ rắc lên bát cơm.

## Vấn đề vệ sinh an toàn thực phẩm
Bóng bì tại Việt Nam hiện nay hầu hết được làm thủ công. Người thợ nhúng miếng bì khô vào chậu nước ngâm da lợn rồi cho vào lò để bóng nổ giòn. Sau đó, miếng bóng được lau sạch và cho vào túi nilon bán tại các chợ. Theo một làm bóng bì, do nước ngâm da lợn bẩn nên bì thường ngả màu, thâm đen. Trước khi bán, họ phải tẩy bì bằng hóa chất. Một muỗng nhỏ thuốc tẩy ngâm với 200 lít nước có thể tẩy trắng hàng tạ bì. Chất tẩy trắng bì không nhãn mác, chỉ có dòng chữ viết tay "bột tẩy trắng" trên vỏ bao.